# 中嶋常幸のティーグラウンドへようこそ!
中嶋常幸のティーグラウンドへようこそ!（なかじまつねゆきのティーグラウンドへようこそ）は、TBSラジオで放送されているラジオ番組。2025年4月現在、ダンロップ・ECC、大正製薬の提供。かつてはファンケル・ロッテも提供スポンサーを務めていた。

## 番組沿革
2004年と2005年のナイターオフシーズン（10月〜3月）は『おとなの時間割』枠で、水曜21:00-22:00に放送されていた。また2005年のナイターシーズンは『ザ・ベースボールジョッキー』内で放送されていた。
2006年からは放送時間が大幅に短縮され、時間も移って放送が再開された。

## 放送時間
- 2004年10月 - 2005年3月、2005年10月 - 2006年3月
  - 毎週水曜日 21:00 - 22:00（『おとなの時間割』枠）※一部系列局で同時ネット。
- 2005年4月 - 2005年9月
  - 毎週火曜日 - 金曜日 『ザ・ベースボールジョッキー』内で不定期（野球中継延長時は休止）
- 2006年度 - 2009年度のプロ野球シーズン（4月 - 9月）
  - 毎週日曜日 17:40 - 17:50（『キャッチ・ザ・エキサイトベースボール』内）
- 2006年度 - 2009年度のオフシーズン（10月 - 3月）
  - 毎週日曜日 18:40 - 18:50
  - （2006年度は『栗山英樹のエキサイトサンデー』、2007年度は『橋本清のエキサイトベースボール・サンデー』、2008年度は『エキサイトベースボールマネージャーズ』、2009年度は『サンデー・スポーツマネージャー』に内包）※一部系列局で同時ネット
- 2010年4月 - 2018年3月
  - 毎週土曜日 17:32 - 17:42（『サタデースポーツ&ニュース』内）
- 2018年4月 - 2021年3月
  - 毎週土曜日 17:30 - 17:40（『サタデースポーツ&ニュース』の終了に伴い、単独番組となる）
- 2021年4月 -
  - 毎週日曜日 16:40 - 16:50（『爆笑問題の日曜サンデー』内）
  - ただし、2023年1月1日はニューイヤー駅伝を中継した関係で『爆笑問題の日曜サンデー』のTBSラジオでの放送がなかったため16:35 - 16:45に、同年1月22日は天皇盃全国都道府県対抗男子駅伝競走大会の中継（RCCラジオ制作）が組まれ『日曜サンデー』がネット局を含め放送休止となったため16:15 - 16:25に、いずれも単独番組扱いで放送された。

## 出演者
- 中嶋常幸（プロゴルファー）
- 大槻りこ（ディスクジョッキー）